# Giovanni Galli
Giovanni Galli (Pisa, el 29 d'abril de 1958) és un exfutbolista italià que va jugar com a porter, i en l'actualitat és un polític.
En una carrera professional que es va estendre per gairebé dues dècades, va jugar en 496 partits de la Sèrie A, sobretot amb l'ACF Fiorentina (nou temporades) i Milà (quatre), guanyant sis títols importants amb aquest últim club.